# N-Allylanilin
N-Allylanilin ist eine organische Verbindung. Sie besteht aus einem Anilingerüst, welches eine Allylgruppe am Stickstoffatom trägt.

## Darstellung
N-Allylanilin kann durch Alkylierung von Anilin mit Allylchlorid, -bromid oder -iodid hergestellt werden. Auch die Synthese durch eine Ullmann-Aminierung aus Allylamin und Phenyliodid ist bekannt.
Historisch führte N-Allylanilin zur Strukturaufklärung von Chinolin, welches 1880 unter Verwendung von Bleioxid aus N-Allylanilin synthetisiert werden konnte.